# Хуберт ван Інніс
Губерт ван Інніс (нід. Hubert Van Innis; 24 лютого 1866, Елевійт — 25 листопада 1961, Земст) — бельгійський стрілець з лука, шестиразовий Олімпійський чемпіон. Найтитулованіший стрілець із лука. Має найбільшу кількість золотих медалей Олімпійських ігор серед бельгійських спортсменів. У 1933 році Губерт, у 67-річном віці, востаннє стає чемпіоном Світу. У рідному місті Губерта, Елевійті, встановлено пам'ятник спортсмену.

## Літні Олімпійські ігри 1900
На Іграх в Парижі Інніс став двічі Олімпійським чемпіоном в «Кордон доре» на 33 м та «Шапеле» на 33 м. Також отримав «срібло» «Кордон доре» на 50 м. У «Шапеле» на 50 м він опинився на четвертому місці.

## Літні Олімпійські ігри 1920
На домашніх літніх Іграх Антверпені Губерт завоював чорити золоті і дві стрібні медалі. Інніс став переможцем у стрільбі по рухомому птаху з 28 та 33 метри у одиночному розряді та в команді з 33 та 50 метрів. Срібло отримав зі стрільби по рухомому птаху з 28 та 50 м серед команд. В інших дисциплінах він участі не брав.